# James W. Bryan

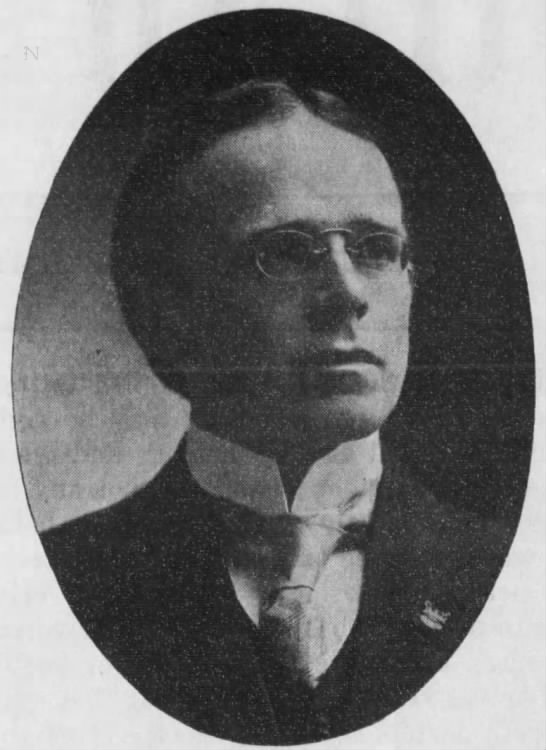
James W. Bryan

James Wesley Bryan (* 11. März 1874 in Lake Charles, Louisiana; † 26. August 1956 in Bremerton, Washington) war ein US-amerikanischer Politiker. Zwischen 1913 und 1915 vertrat er den Bundesstaat Washington im US-Repräsentantenhaus.

## Werdegang
James Bryan besuchte die öffentlichen Schulen seiner Heimat in Louisiana und das Lake Charles College. Bis 1895 studierte er an der Baylor University in Waco (Texas) und danach bis 1897 an der Yale University. Nach einem anschließenden Jurastudium und seiner im Jahr 1898 erfolgten Zulassung als Rechtsanwalt begann er in Lake Charles in seinem neuen Beruf zu arbeiten. Im Jahr 1905 zog Bryan in den Staat Washington, wo er sich in Bremerton als Jurist niederließ. In dieser Stadt war er in den Jahren 1907, 1908 und 1911 als städtischer Anwalt tätig. Gleichzeitig begann er eine politische Laufbahn.
Zwischen 1908 und 1912 gehörte Bryan dem Senat von Washington an. Bei den Kongresswahlen des Jahres 1912 wurde er als Kandidat der Progressive Party im neugeschaffenen vierten Wahlbezirk seines Staates in das US-Repräsentantenhaus in Washington, D.C. gewählt, wo er am 4. März 1913 sein neues Mandat antrat. Da er im Jahr 1914 nicht bestätigt wurde, konnte er bis zum 3. März 1915 nur eine Legislaturperiode im  Kongress absolvieren.
Zwischen 1915 und 1917 war Bryan Eigentümer und Herausgeber der Zeitung „Navy Yard American“. Außerdem arbeitete er wieder als Anwalt. Zwischen 1926 und 1930 war er Bezirksstaatsanwalt im Kitsap County. Danach war er von 1933 bis 1936 Leiter der Hafenkommission von Bremerton. James Bryan starb am 26. August 1956 in Bremerton und wurde dort auch beigesetzt.